# ميكال فيلا
ميكال فيلا مواليد 11 أكتوبر 1981 في برنو، هو متسابق دراجات نارية تشيكي. نافس في سباقات بطولة العالم لفئة 250 سي سي ولفئة 50 سي سي. كما شارك في بطولة العالم للسوبرسبورت.